# فن الفيديو
الفيديو (بالإنجليزية: Video)‏ هو مصطلح غربي يمكن ترجمته إلى الغة العربيّة بمصطلح مقابل هو «الصور المتحرّكة» ويقصد به عادة تقنيّة تسجيل الصور المتحرّكة والذي يرافقه غالباً التسجيل الصوتي "Audio - Video".
حين بدأ استخدام الكاميرا المحمولة لإنتاج عمل فنّي في مجال الفنون التشكيلية ضمن تيّارات الفن المعاصر أو مايسمّى بـ مابعد الحداثة ظهر مصطلح «فن الفيديو».

## تاريخ تقنيات الفيديو وبدايات فن الفيديو
لقد تطوّرت هذه الظاهرة الفنية أو الاتجاه الفني المسمّى ب ـ«فن الفيديو» انطلاقاً من التطوّر التقني في أدوات العرض التلفزيونيّة والتجارب الفنيّة السينمائيّة.
وسنورد فيما يلي لمحة تاريخية عن بدايات «فن الفيديو»:
	بدأت المختبرات العلميّة منذ سنوات الـ30-40 بتجاربها لتحويل الصور إلى صور إلكترونيّة، وبدأ ظهور التلفاز منذ سنة 1945، وفي سنين ما بعد الحرب العالمية الثانية توجهت الأبحاث نحو تحويل الصور والأصوات إلى موجات لاسلكيّة، لتنشأ في سنوات الـ50 تجارة الأنظمة (أنظمة البث التلفزيوني)، وظهرت أجهزة تسمح بتسجيل الصورة والصوت عن طريق تقنية الفيديو (La Vidéographie) بمساعدة جهاز سُمّي (المُمَغنط Magnétoscope)، لتصل هذه التقنية في سنوات 60-65 إلى ذروة الاهتمام والأسبقيّة على المسجلات والشبكات، ولقد بدأت أولى التجارب الفنية على هذه التقنية في الولايات المتحدة الأمريكية وفرنسا وغيرهما في أواخر الخمسينات وبدايات الستينات على يد كل من «ايرني كوفاكس/ Ernie Kovacs»، «جان- كريستوف آفرتي/ Jean- christophe Averty»، «نام جيني بيك/ Nam June Paik» مع «جون كاغ/ John Cage»، ليدخل الفيديو في الأعمال الفنية التي انتجها تيّار «الفلوكسوس/ Fluxus».
ولقد استمر تطور فن الفيديو في سنوات الستينات والسبعينات على يد العديد من الفنانين من أهمهم «جان - لوك غودارد/ Jean- Luc Godard»، «بيتر كامبوس/ Peter Campus»، «بروس نومان/ Bruce Nauman»، «دان غراهام/ Dan Graham»، «تيري كنتزل/ Therry Kuntzel» و«جان- آندريه فيسشي/ Jean- Andre Fieschi»...
	وقد ظهر عدد من فناني الفيديو في سنوات الثمانينات من أهمهم «بيل فيولا/ Bill Viola»، «غاري هيل/ Gary Hill»، و«ميخائيل أودنباش/ Michael Odenbach»... كما ظهرت في هذه السنوات موضة «الفيديو كليب (الأغنية المصورّة) Vidéoclip»، وهي ظاهرة تجارية، رافقها وبشكل موازٍ أعمال فنيّة ذات فترة زمنيّة قصيرة، ومتأثّرة بتقنيّات المونتاج التي أوصلت إلى خدع غير قابلة للتمييز بينها وبين الواقع المرئيّ كما وقد تغلغل الحاسب والمعلوماتية في أعمال الفيديو الفنيّة لتقديم أعمال تبتعد عن التسجيل لتقترب من عوالم الإبداع الفني.
ويمكن القول أنّه وبفضل تقنيات الفيديو السمعيّة والمرئيّة أمكن لفن الفيديو أن يكون بوتقة لجمع الفنون (كما كانت السينما من قبله) حيث يمكننا في أعمال «فن الفيديو» أن نجد العديد من الفنون السبعة مجتمعة في عمل واحد.
ولإظهار تعاون الفنون السبعة في “فن الفيديو” سنقدّم مقاطع لـ”دومينيك بوزو / Dominique Bozo” رئيس “مركز جورج بومبيدو Centre Georges Pompidou” في تقديمه لكتاب “فيديو وما بعد Vidéo et aprés “ الذي أُعدّ بإشراف “كريستين فان آسش/Christine Van Assche” حيث كتب: [ منذ عام 1976، المتحف الوطني للفن الحديث قدّم تشكيلة من مجموعات مختارة عالميّة لأعمال محققة من قبل فنانين على هذا الداعم الجديد حيث أعاد تقديم الفيديوغراف la vidéographie للتاريخ. هذه المجموعة المختارة أغنت نفسها على مرور اثني عشر سنة من الإبداع العالمي لكي تشكّل اليوم واحدة من المجموعات المختارة الأكثر أهميّة والأكثر حيويّة في العالم.
هي تغطّي الإتجاهات الجماليّة للحركات الأساسيّة للفن المعاصر:
فن الأداء Parformance، فلوكسوس Fluxus، اختصاريّة أو حد أدنى minimalisme، فن المفاهيم المطلقة art conceptuel، ما بعد المفاهيم المطلقة post conceptualisme، على نفس مستوى نوع الفنون التشكيلية les arts plastiques كما لتلك فنون الصورة والصوت.
هذه المجموعة الخاصة بيّنت غنى الأبحاث المتممة في هذا المجال وتراكب العلاقات الموجودة مع بقيّة الأوساط (سينما، أدب، عمارة، تلوين، نحت، موسيقى، رقص).] 

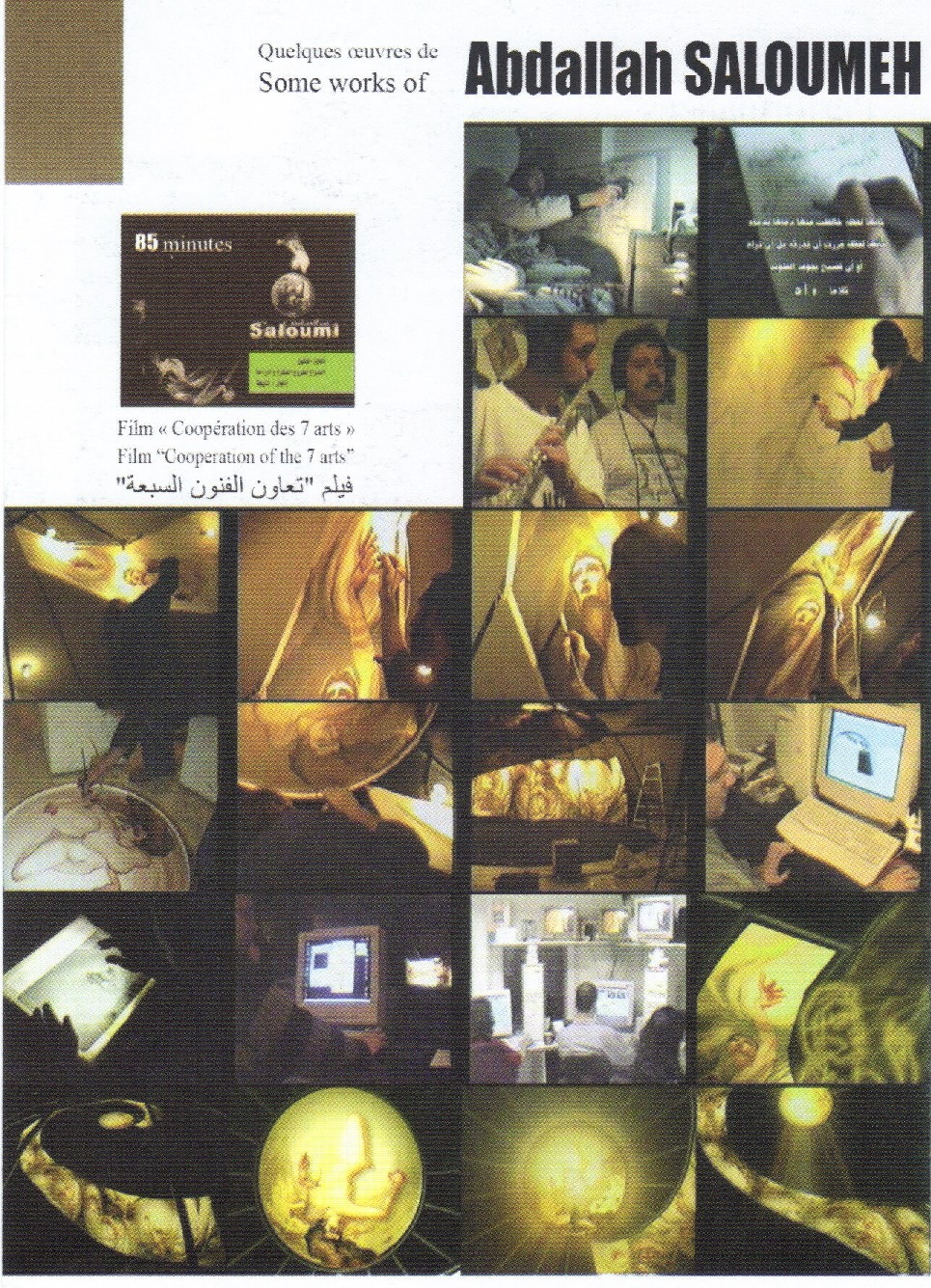
لقطات من فيلم تعاون الفنون السبعة للفنان السوري عبد الله صالومة.

## من أهم فناني «فن الفيديو» العرب
- منى حاطوم: فلسطينيّة الأصل لبنانيّة المولد 1952، تعتبر من رواد فن الفيديو في العالم وأول فنان عربي الأصل يقدم أعمالاً ضمن «فن الفيديو» في أوروبا.
- عبد الله صالومة: سوريّ 1975، يعتبر أوّل فنان عربي يقدم أعمالاً ضمن «فن الفيديو» في العالم العربي.
- (شادى النشوقاتي): مصري من مواليد 1971، يعتبر من أوائل الفنانين المصريين الذين قدموا الجديد في مجال الفيديو بل أنشأ أيضا ورشه تجريبيه سنويه لدراسة فن الفيديو بكلية التربية الفنية حيث يعمل كأستاذ جامعى، وقد بدأت هذه الورشة التجريبيه في مجال الفيديو والميديا من سنة 2000 وحتي يومنا هذا وقد افرزت حوالي ثلاث اجيال من الفنانين الشباب في مجال الفيديو ارت وفنون الميديا.
- رسمي الخفاجي: ولد في العراق الديوانية، ناحية سومر عام 1945, خريج دار المعلمين في الديوانية عام 1964-1965, خريج معهد الفنون الجميلة، قسم الرسم، الدراسة المسائية بغداد عام 1975- 1976, خريج أكاديمية الفنون الجميلة (فلورنسا) عام 1984, عمل مدرساً في ثانوية الجمهورية حتى عام 1977, حيث غادر العراق، يعيش ويعمل في إيطاليا.
- محمد عباس: ولد في العراق محافظة الديوانية في عام 1987 ماجستير فنون تشكيلية من كلية الفنون الجميلة / جامعة بابل عام 2012-2013 لديه أعمال كثيرة عن الفديو ارت والاداء. يعمل تدريسي في كلية الفنون جامعة القادسية
- عبد الناصر غارم: سعودي (من مواليد 4 يونيو 1973) هو فنان سعودي، وضابط برتبة مقدم في الجيش السعودي. في أبريل 2011، بيع تنصيب أو العمل التركيبي «رسالة / رسول» مقابل سعر قياسي عالمي في مزاد علني في دبي.
- عادل عابدين: ولد سنة 1973 بالعراق يعيش ويعمل في هلسنكي بفنلندا منذ 2001. بعد الدراسة بمعهد الفنون الجميلة ببغداد وهلسنكي، عرض الفنان أعماله في مؤسسات كبيرة وشارك بأحداث عالمية.
- سامح الطويل:[2] ولد سنة 1978 بالقاهرة في مصر ويعيش ويعمل بألمانيا منذ 2000. درس الفن في كلية الفنون التطبيقية في مصر، وتخرج من اكاديمية الفنون الجميلة بميونيخ، عرض الفنان أعماله في محافل عالمية كثيرة وله مقتنيات في متاحف الفن الحديث في مصر والمانيا.